# Adelaide Lambert
Adelaide T. Lambert, född 27 oktober 1907 i Ancón, död 17 april 1996 i Bremerton, var en amerikansk simmare.
Lambert blev olympisk guldmedaljör på 4 x 100 meter frisim vid sommarspelen 1928 i Amsterdam.